# Кантемирский район
Кантеми́рский район (рум. Raionul Cantemir, Район Кантемир) — административно-территориальная единица Республики Молдова.

## География
Кантемирский район расположен на юго-западе Молдовы возле границы с Румынией. Район также граничит с Леовским районом, Кагульским районом и Гагаузией. На территории района расположен ландшафтный природный заказник «Тигечские Кодры».

## История
Территория современного Кантемирского района до начала XIX века входила в состав Нижней страны Молдавского княжества и была тесно связана с природно-социальной системой Тигечских кодр — одного из древнейших и наиболее обжитых лесных массивов юга исторической Молдовы.

### XV–XVIII века: периферия, граница и коммуникации
Этот регион представлял собой переходную зону между лесной центральной частью княжества и южными степями. Через Тигеч проходили старые торгово-коммуникационные пути, соединяющие внутренние районы с портами на нижнем Пруте, Дунае, а также с побережьем Чёрного моря — Галацем, Рени, Белгородом.
По документальным источникам, ряду сёл современного района —  не менее 400–500 лет. Их появление связано с освоением окраин, монастырским землевладением и развитием сельских общин.
Из-за близости к пограничным степям и постоянной угрозы татарских набегов, регион исполнял роль буфера между внутренней Молдавией и Перекопско-Ногайским пространством. Это предопределило специфику расселения, тип землепользования и характер оборонных мер, в том числе сооружение лесных заграждений и временных укрытий.
Во второй половине XVII – начале XVIII века, особенно в период правления Димитрия Кантемира, наблюдается упорядочивание административных структур на юге: расширяются функции налогового контроля, торговли, появляется регулярная связь между монастырями, городами и ярмарками.

### XIX–XX века: империи, границы, реорганизации
После аннексии Бессарабии Российской империей в 1812 году территория вошла в состав Бессарабской области, а затем — Бессарабской губернии. С 1830-х годов регион входил в Леовский уезд, который в 1835 году был переименован в Кагульский уезд.
С 1856 по 1878 год, после Парижского мирного договора, территория временно отошла к Молдавскому княжеству, а затем — Румынскому королевству, до повторной аннексии Российской империей в 1878 году по итогам Берлинского конгресса.
После вхождения Бессарабии в состав Румынии в 1918 году, территория современного Кантемирского района оказалась в составе Кагульского жудеца и составляла основу пласы Штефан чел Маре с центром в селе Баймаклия.

### 1940–1977: советский период и реорганизации
11 ноября 1940 года, после советского ультиматума Румынии и аннексии Бессарабии, на территории бывшей румынской пласы Штефан чел Маре (с центром в селе Баймаклия) был учреждён Баймаклийский район Молдавской ССР. До 16 октября 1949 года он формально входил в состав Кагульского уезда, после чего, в рамках ликвидации уездного деления, перешёл в непосредственное республиканское подчинение.
С 31 января 1952 по 15 июня 1953 года район включался в состав Кагульского округа, после чего вновь стал самостоятельным. Однако уже 9 января 1956 года он был упразднён, а его сёла были перераспределены между Кагульским, Комратским и Леовским районами.
25 марта 1977 года на части бывшей территории Баймаклийского района была создана новая административная единица — Кантемирский район, с центром в посёлке городского типа Кантемир, позднее получившем статус города.

### С 1991 года — в составе независимой Молдовы
В 1999–2002 годах, в рамках административной реформы, район временно входил в состав Кагульского уезда. После отмены уездного деления в 2003 году Кантемирский район вновь стал отдельной административно-территориальной единицей Республики Молдова.

## Население
| Национальный состав 2004 | Национальный состав 2004 | Национальный состав 2004 | Национальный состав 2004 | Национальный состав 2004 |
| ------------------------ | ------------------------ | ------------------------ | ------------------------ | ------------------------ |
| молдаване                |                          |                          | 88.3 %                   |                          |
| болгары                  |                          |                          | 6.2 %                    |                          |
| украинцы                 |                          |                          | 1.6 %                    |                          |
| румыны                   |                          |                          | 1.5 %                    |                          |
| русские                  |                          |                          | 1.1 %                    |                          |
| гагаузы                  |                          |                          | 0.9 %                    |                          |
| другие                   |                          |                          | 0.3 %                    |                          |

|          | 2003 год | 2004 год | 2005 год | 2006 год | 2008 год |
| -------- | -------- | -------- | -------- | -------- | -------- |
| Кантемир | 6 800    | 3 872    | 3 900    | 5 100    | 5 144    |
| сёла     | 57 800   | 56 129   | 56 100   | 56 200   | 56 194   |
| Всего:   | 64 600   | 60 001   | 60 000   | 61 300   | 61 338   |